# Eupithecia matura
Eupithecia matura là một loài bướm đêm trong họ Geometridae.